# Ta o mně
Ta o mně je v pořadí čtrnácté studiové album Lucie Bílé, nahrané v roce 2019. Album tvoří celkem 13 nahrávek.

## Seznam písní
1. Mám ráda život (hudba a text Marek Ztracený)
2. O lásce (hudba a text Marek Ztracený)
3. Tenkou nití (hudba a text Jan Vávra a Jana Infeldová)
4. Mluv se mnou (hudba Jan Vávra, Jana Infeldová, Martin „MAXO“ Šrámek a Matěj Mikloš, text Jan Vávra a Jana Infeldová)
5. Hořká jako rtuť (hudba Martin „MAXO“ Šrámek a Adam Kuru, text Petr Soukup)
6. Nadechnout (hudba a text Marcell)
7. Protože (hudba a text Marek Ztracený)
8. 3 Dny (hudba Jan Vávra, Jana Infeldová a Martin „MAXO“ Šrámek, text Jan Vávra a Jana Infeldová)
9. Léto (hudba a text Zuzana Mikulcová)
10. Cirkus bude (hudba Jan Vávra, Jana Infeldová, Martin „MAXO“ Šrámek a Andrej Hruška, text Jan Vávra a Jana Infeldová)
11. Nevěřím (hudba a text Patricie Fuxová)
12. Domov (hudba Katarína Knechtová, text Jan Vávra, Jana Infeldová a Ondřej Ládek)
13. Pojď klidně spát (hudba a text Jana Kirschner)

## Hudební aranžmá
- Martin „MAXO“ Šrámek – sampling, programming, vokály (1, 2, 4, 5, 7, 8, 10, 11, 12, 13)
- Andrej Hruška – akustická kytara, sampling, el. kytara, el. basa (1, 2, 3, 4, 7, 8, 9, 10, 11)
- Ajdži Szabó – bicí (2, 3, 4, 8, 9, 10)
- Matěj Mikloš – piano, sampling, programming (2, 4, 9, 11, 12, 13)
- Adam Kuruc – sampling, programming, perkuse, piano (2, 5, 7, 8, 10, 11, 12, 13)
- Veronika Selešová – vokály (2)
- Marcell – hudební produkce, sampling, programming, ostatní nástroje (6)
- Michal Šelep – akustická kytara (8)
- Zuzana Mikulcová – el. piano (9)

## Ocenění
- Zlatá deska